# Política da Escócia
A Política da Escócia faz parte da ampla política do Reino Unido, sendo a Escócia um dos países constituintes do Reino Unido.
Constitucionalmente, o Reino Unido é de jure um Estado unitário com um parlamento e governo soberano. No entanto, ao abrigo de um regime de devolução (ou home state) aprovou em finais da década de 1990, que em três dos quatro países constituintes dentro do Reino Unido - Escócia, País de Gales e Irlanda do Norte - votaram a favor de um auto-governo limitado, sujeito à autoriedade do Parlamento britânico em Westminster, nominalmente na vontade, no sentido de alterar, modificar, ampliar ou suprimir os sistemas nacionais governamentais. Como tal, o parlamento escocês não é, de jure, soberano.
O chefe de Estado na Escócia, é o monarca britânico, atualmente Carlos III (desde 2022).
O poder executivo, no Reino Unido, é pertença do Queen-in-Council, enquanto o poder legislativo é exercido pelo Parliament-in-Queen (a Coroa e o Parlamento do Reino Unido em Westminster, em Londres). No entanto, existe desconcentração dos poderes executivos e legislativos em determinadas áreas, que foram constitucionalmente delegadas ao Governo escocês e ao Parlamento escocês, em Holyrood, em Edimburgo, respectivamente.
O Reino Unido mantém poder ativo no Parlamento da Escócia, nomeadamente nos impostos, sistema de segurança social, militares, relações internacionais, radiodifusão, e algumas outras áreas explicitamente especificadas no Acto da Escócia de 1998 como assuntos reservados. O Parlamento escocês tem autoridade legislativa para todas as outras áreas relacionadas com a Escócia, e tem poder limitado na diferenciação de impostos sobre o rendimento (o chamado Tartan Tax).
O Parlamento escocês é uma legislatura unicameral com 129 membros, 73 dos quais representam-se individualmente e que são eleitos por círculos eleitorais no primeiro posto do sistema; 56 são eleitos em oito diferentes regiões eleitorais pelos membros suplementares do sistema. A Rainha nomeia um dos membros do Parlamento, sob proposta do Parlamento, para ser Primeiro-Ministro. Outros ministros também são nomeados pela Rainha sobre a nomeação do Parlamento e, juntamente com o Primeiro-Ministro, compõem o Governo escocês, o braço executivo do governo.

## Galeria

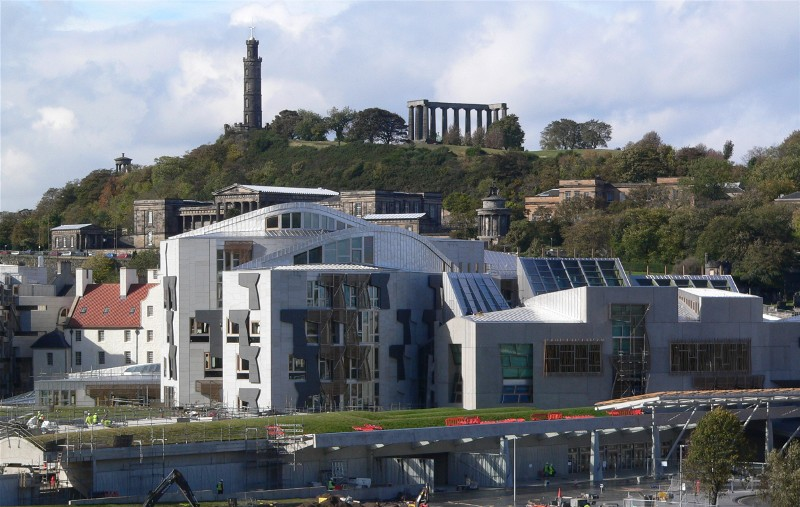
Parlamento da Escócia em Edimburgo.
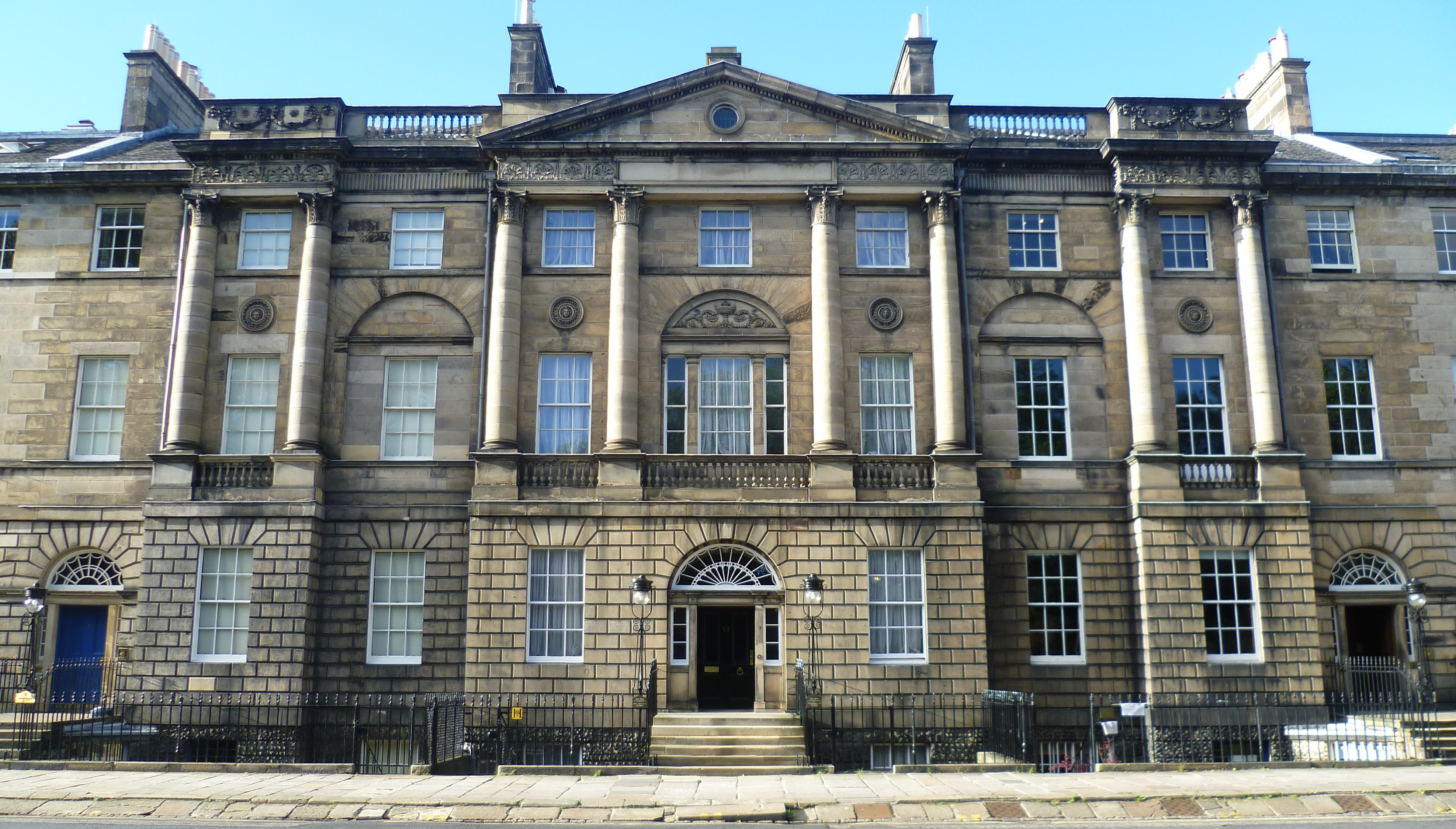
Bute House, residência do primeiro-ministro da Escócia.